# Référendum saint-marinais de 2021
Un référendum a lieu le 26 septembre 2021 à Saint-Marin. Les électeurs sont amenés à se prononcer sur une initiative populaire proposant de légaliser l'interruption volontaire de grossesse.
La légalisation est approuvée à une écrasante majorité de 77 % des suffrages exprimés. Légalement contraignant, ce résultat est mis en œuvre par le vote d'une loi au Grand Conseil général, qui entre en vigueur le 12 septembre 2022.

## Contexte

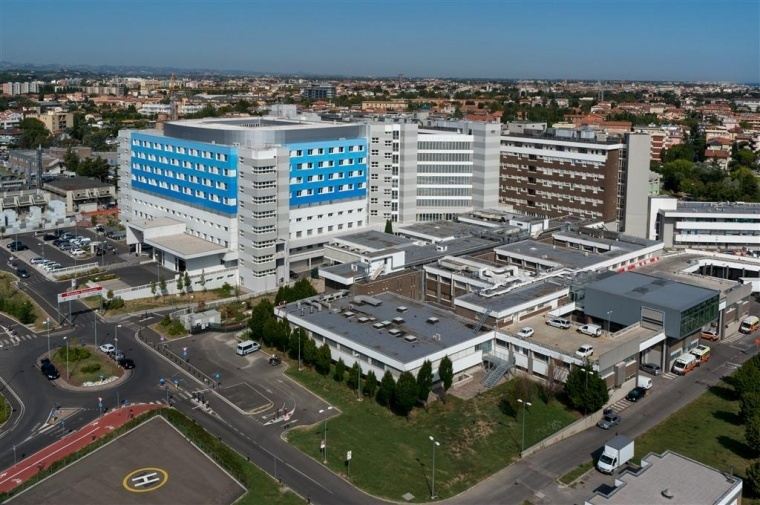
Hôpital de Rimini

Saint-Marin possède l'une des législations les plus strictes d'Europe sur la question de l'avortement. L'interruption volontaire de grossesse est ainsi interdite par les articles 153 et 154 du code pénal, même en cas de viol, d'inceste ou de malformations graves du fœtus. Les femmes enceintes y ayant recours de même que les praticiens sont passibles d'une peine de trois à cinq ans de prison. Seuls les avortements en cas de mise en danger de la vie de la mère sont de facto admis, par nécessité médicale, sans que cette exception ne soit explicitement mentionnée dans les textes de loi. En pratique, les femmes désirant avoir recours à un avortement font le déplacement dans l'Italie voisine depuis la légalisation de l'IVG en 1978 dans ce pays. Les peines prévues par la loi ne sont par conséquent plus appliquées depuis. Les saint-marinaises se rendent notamment à l’hôpital de Rimini, où 90 % d’entre elles se font avorter pour environ 2 250 euros, non remboursés par le système de santé de Saint-Marin,. La dernière proposition de loi relative à un assouplissement de la législation, alors rejetée par le gouvernement, date de 1974,,,.
Un comité d'initiative soutenue par l’Union des femmes de Saint-Marin (UDS) ainsi que le Mouvement civique R.E.T.E. entreprend courant 2021 une collecte de signatures en vue d'une mise à référendum de la légalisation de l'interruption volontaire de grossesse,. Ce référendum d'origine populaire a lieu dans le cadre de la Nuove norme in materia di referendum e iniziativa legislativa popolare de 1994 qui permet à la population saint-marinaise de mettre en œuvre un référendum législatif afin de voter sur une proposition de loi, ou abrogatif afin au contraire d'en abroger une existante, et ce dans plusieurs domaines relevant des attributions et des compétences du Grand Conseil général,.

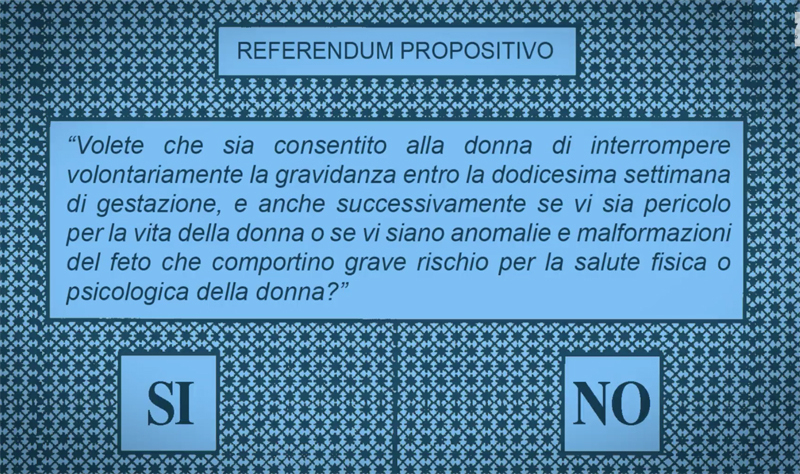
Bulletin de vote utilisé

Les signatures d'au moins 3 % des électeurs inscrits sur les listes électorales doivent pour cela être réunies dans un délai de 45 jours pour une proposition de loi, ou 90 jours pour une abrogation. En 2021, ce seuil s'élève ainsi à 1 070 signatures. Le comité citoyen à l'origine de la collecte de signature transmet en premier lieu sa proposition au collège de garantie (Collegio dei Garanti, CdG) qui en vérifie et en annonce la validité. La période de collecte commence ensuite dès son annonce.
Le projet du comité d'initiative, officiellement présenté le 3 février 2021, reçoit l'aval du CdG le 16 mars suivant,. Lors de la période de collecte qui s'ensuit du 23 mars au 14 juin, le comité parvient à recueillir 3 028 signatures dont 2 926 sont déclarées valides le 10 juin par le CdG, soit près du triple du seuil exigé,. Les capitaines-régents promulguent le décret d'organisation du référendum le 13 juillet suivant, et fixent la date d'organisation du référendum au 26 septembre 2021,.

## Objet
Le projet propose de légaliser l'avortement volontaire d'une grossesse de moins de douze semaines, sans conditions. La limite de douze semaines n'est cependant plus prise en compte dans le cas d'une mise en danger de la vie de la mère, ou d'un risque de malformation du fœtus pouvant causer un impact grave sur la santé physique ou mentale de la mère,.

« Volete che sia consentito alla donna di interrompere volontariamente la gravidanza entro la dodicesima settimana di gestazione, e anche successivamente se vi sia pericolo per la vita della donna o se vi siano anomalie e malformazioni del feto che comportino grave rischio per la salute fisica o psicologica della donna? »

## Conditions de validité
Le référendum est légalement contraignant. Jusqu'en 2016, les propositions d'origine populaire n'étaient considérées valides qu'à la condition de recueillir la majorité absolue des suffrages exprimés ainsi qu'au moins 25 % des inscrits en faveur de la proposition, ce qui équivalait de fait à un quorum de participation au minimum égal à ce seuil,,,. Lors du référendum de 2016, la population approuve cependant la proposition de suppression du quorum par 58,58 % de voix favorables, équivalant à 27,36 % des inscrits. Le référendum de 2021 n'est par conséquent pas soumis à ce quorum. La simple majorité des voix exprimées est suffisante pour en valider le résultat.

## Campagne
La campagne du référendum prend rapidement un tournant polémique. Les opposants à la légalisation de l'avortement entreprennent début septembre de placarder de nombreuses rues du petit État par des affiches présentant notamment un enfant atteint de Trisomie 21 sous le slogan « Je suis une anomalie, est ce que ça veut dire que j'ai moins de droits que toi ? » ou encore un fœtus sous le slogan « Je suis un enfant de moins de douze semaines, sauve moi ! ». Les affiches provoquent l'indignation, dont celle d'opposants à la légalisation,.
L'opposition à l'avortement est portée par l’Église catholique, dont l’évêque à Saint-marin Gabriele Mangiarotti qui compare les chiffres de l'IVG en Italie depuis sa légalisation en 1978 à ceux des morts de la Shoah. Ses propos interviennent peu après une déclaration du Pape François réitérant l’opposition de l'église catholique à l'avortement, qu'il qualifie d’homicide lui « faisant horreur » avant de comparer les médecins le pratiquant à des sicaires,.
Sur le plan politique, la légalisation rencontre notamment l'opposition du Parti démocrate-chrétien (PDCS). Principal parti au Grand Conseil général ainsi qu'au sein de la coalition tripartite alors au pouvoir, le PDCS appelle ses électeurs à voter Non au référendum pour « défendre le droit à la vie ».

## Résultats
| Choix                  | Votes  | %     |
| ---------------------- | ------ | ----- |
| Pour                   | 11 119 | 77,30 |
| Contre                 | 3 265  | 22,70 |
|                        |        |       |
| Votes valides          | 14 384 | 98,78 |
| Votes blancs           | 98     | 0,67  |
| Votes invalides        | 77     | 0,53  |
| Total                  | 14 559 | 100   |
| Abstention             | 20 852 | 58,89 |
| Inscrits/Participation | 35 411 | 41,11 |

| Pour 11 119 (77,30 %) |  |  | Contre 3 265 (22,70 %) |
| ▲                     |  |  |                        |
| Majorité absolue      |  |  |                        |

## Analyse et conséquences
La légalisation de l'avortement est approuvée à une très large majorité, avec près de huit suffrages exprimés sur dix. La présidente de l’UDS, Karen Pruccoli, se félicite au soir du scrutin de ces résultats, affirmant que « La petite République de Saint-Marin envoie le message au monde que, comme tous les grands pays, les femmes y sont libres de décider de leur corps » avant de qualifier la légalisation de victoire sur l’Église catholique,.
Le secrétaire adjoint du Parti démocrate-chrétien, Manuel Ciavatta, qualifie quant à lui le résultat de « défaite pour ce pays qui a toujours défendu la vie » tout en affirmant respecter le vote de la population. La légalisation de l'avortement n'intervient pas au soir même du référendum, son résultat — légalement contraignant — devant encore être retranscrit dans la législation du pays par le vote d'une loi au parlement. La loi est votée le 31 août 2022 au Grand Conseil général par 32 voix pour, 7 contre et 10 abstentions. Outre la légalisation comme prévu jusqu'à douze semaines — ou plus dans le cas de danger physique ou psychologique pour la mère —, la nouvelle loi instaure l'éducation sexuelle obligatoire à l'école dans le but de réduire le nombre de grossesses indésirables. Les femmes contraintes d'avorter en Italie par manque de place dans les hôpitaux saint-marinais voient par ailleurs leur avortement entièrement remboursés. La loi est publiée au journal officiel le 7 septembre, et entre en vigueur cinq jours plus tard, le 12 septembre. 